# Xã Clay Center, Quận Clay, Kansas
Xã Clay Center (tiếng Anh: Clay Center Township) là một xã thuộc quận Clay, tiểu bang Kansas, Hoa Kỳ. Năm 2010, dân số của xã này là 390 người.